# Pseudotropheus ater
Pseudotropheus ater är en fiskart som beskrevs av Stauffer, 1988. Pseudotropheus ater ingår i släktet Pseudotropheus och familjen Cichlidae. IUCN kategoriserar arten globalt som sårbar. Inga underarter finns listade i Catalogue of Life.